# Astronomische Uhr von Besançon

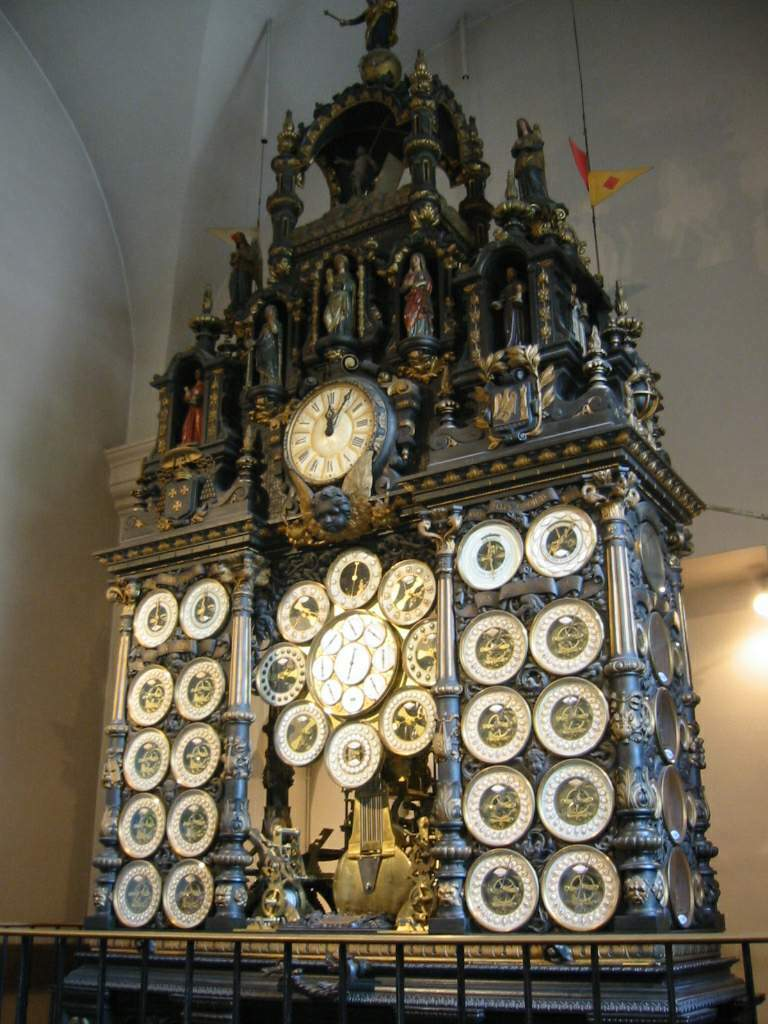
Die astronomische Uhr im Uhrensaal des Glockenturms

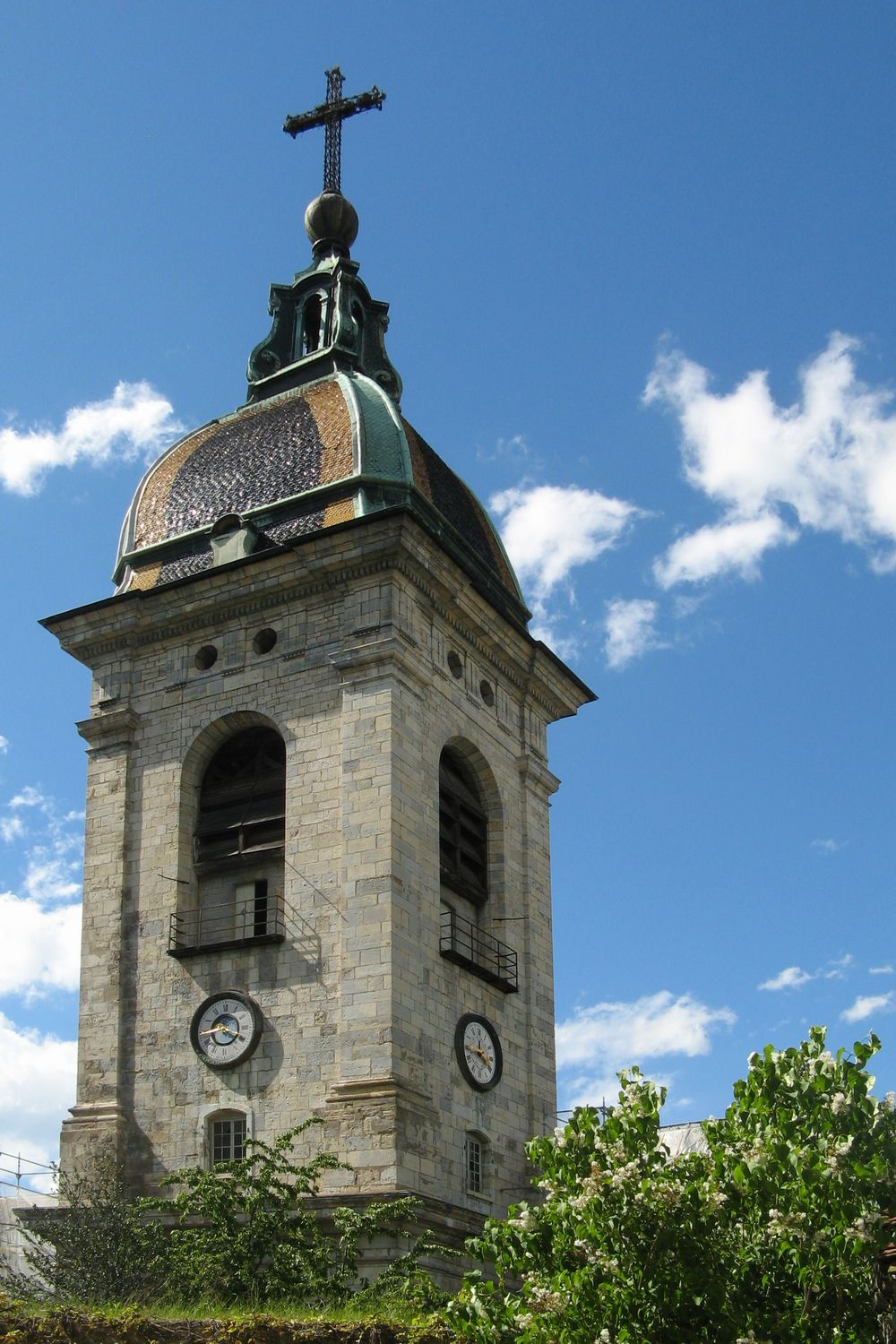
Glockenturm der Kathedrale Saint-Jean

Die astronomische Uhr von Besançon befindet sich im Turm der Kathedrale Saint-Jean im ostfranzösischen Besançon. Sie wurde von 1858 bis 1860 von Auguste-Lucien Vérité als astronomische Uhr geschaffen, der später auch die astronomische Uhr in der Kathedrale von Beauvais anfertigte. Die Uhr wird noch heute rein mechanisch betrieben und muss täglich aufgezogen werden.

## Uhrwerk

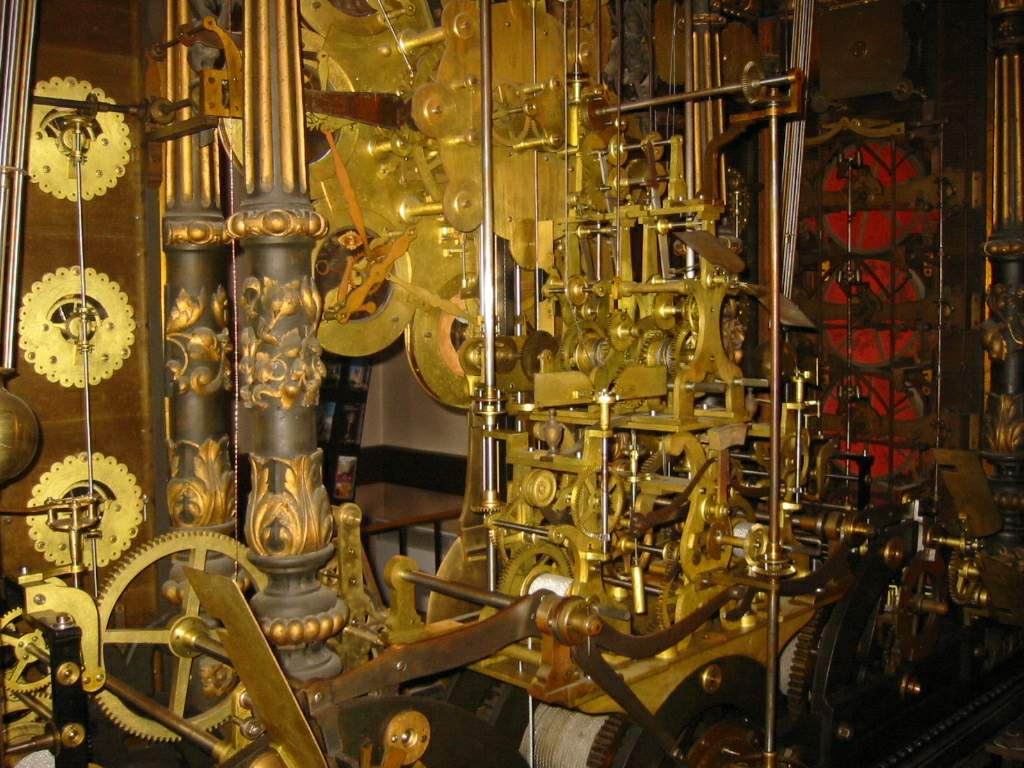
Blick in das Uhrwerk

Die eigentliche astronomische Uhr ist in einem kunstvollen Neorenaissancegehäuse untergebracht. Das Gehäuse ist 5,80 m hoch, 2,50 m breit und 1 m tief. Es steht in einem besonderen Uhrensaal im ersten Stock des Turmgewölbes. Außergewöhnlich für astronomische Domuhren ist, dass das mechanische Uhrwerk gleichzeitig die Funktion der Turmuhr übernimmt und von hier aus die Hämmer der Schlagglocken im Turm und auch die Außenzifferblätter über Drahtseile (Hammerzüge) und Kardanwellen (Zeigerleitungen) ansteuert.
Das Werk der Besançoner Uhr ist außerordentlich robust in feiner Bronzegusskonstruktion ausgeführt. Es verfügt über ein 30 kg schweres, temperaturkompensiertes neunstäbiges (Rost-)Sekundenpendel und Hilfsaufzug (remontoir d'égalité). Der Hilfsaufzug ermöglicht, das Pendel mit einem nur 20 Gramm schweren Hilfsgewicht anzutreiben, obwohl die Uhr nicht nur 122 astronomische Anzeigen auf 70 Zifferblättern bewegt, sondern auch noch das Zifferblatt im Kirchenschiff und die vier Zifferblätter der Turmuhr. Die Uhr ist also Turmuhr und astronomische Uhr zugleich. Rund hundert Meter Kardanwellengetriebe – der Fachmann spricht von Zeigerleitungen – verbinden die Außenzifferblätter mit der astronomischen Turmuhr im Uhrensaal. Jedes der vier Turmzifferblätter zeigt neben der Uhrzeit noch eine besondere Angabe (Mondalter, Datum, Wochentag, Monat). Die Zifferblätter messen zwei Meter im Durchmesser. Das gegen die Stadt gerichtete wird von den beiden Viertelschlagglocken umsäumt und misst drei Meter im Durchmesser. Die Außenzifferblätter sind in französischem Stil aus Emailkartuschen gefertigt und mit einer Bronzelünette eingefasst. Das Zifferblatt im Kirchenschiff zeigt zudem die Mondphasen, die Wochentage und den dem jeweiligen Wochentag zugeordneten Planeten.

## Außenzifferblätter

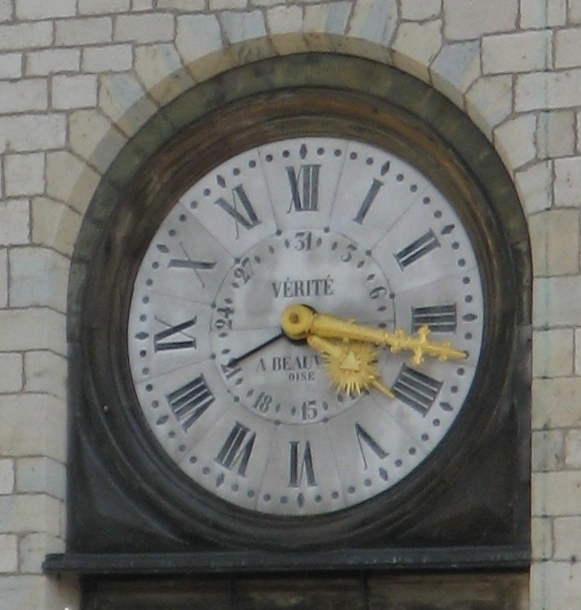
Nordseite
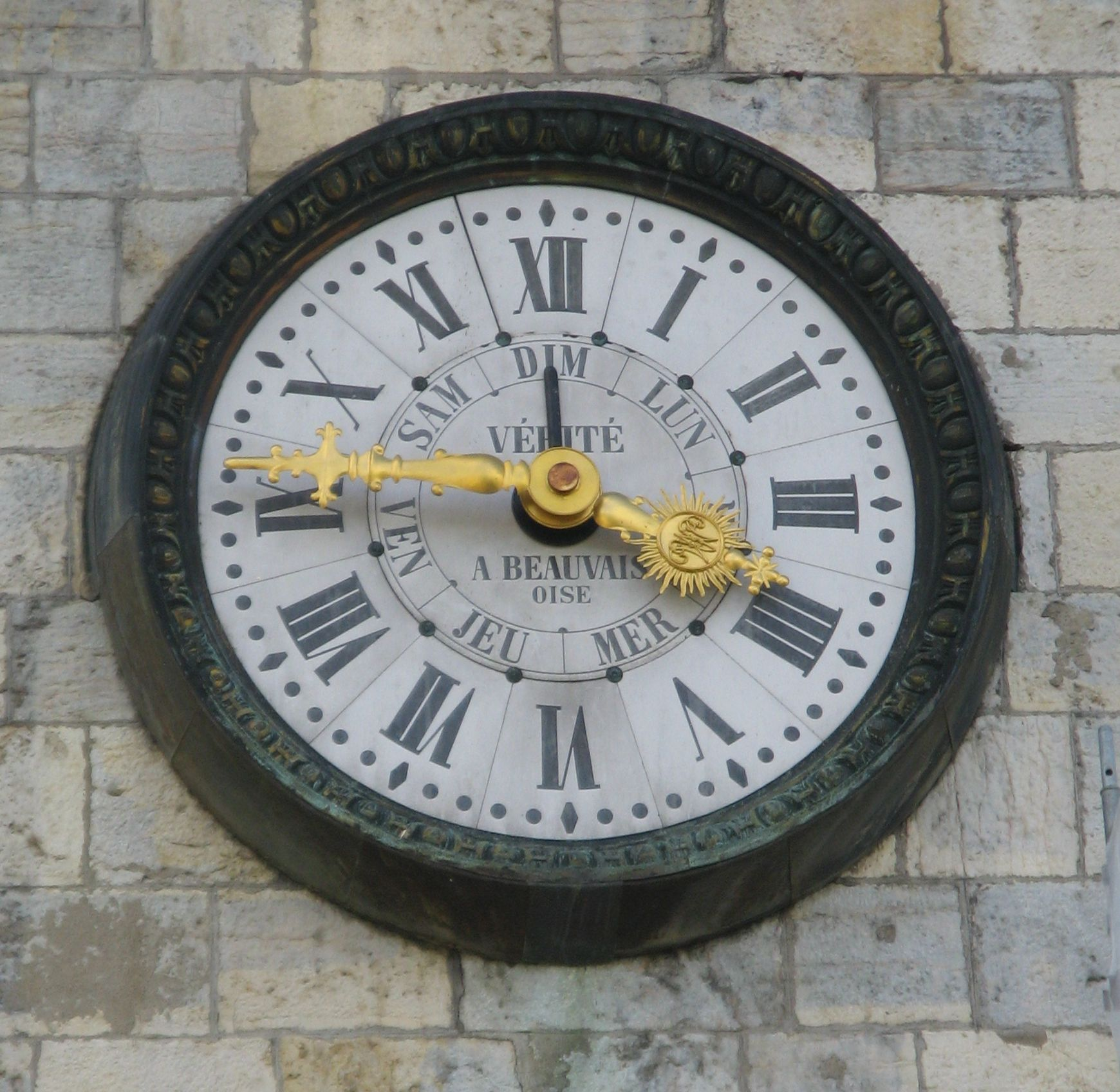
Ostseite
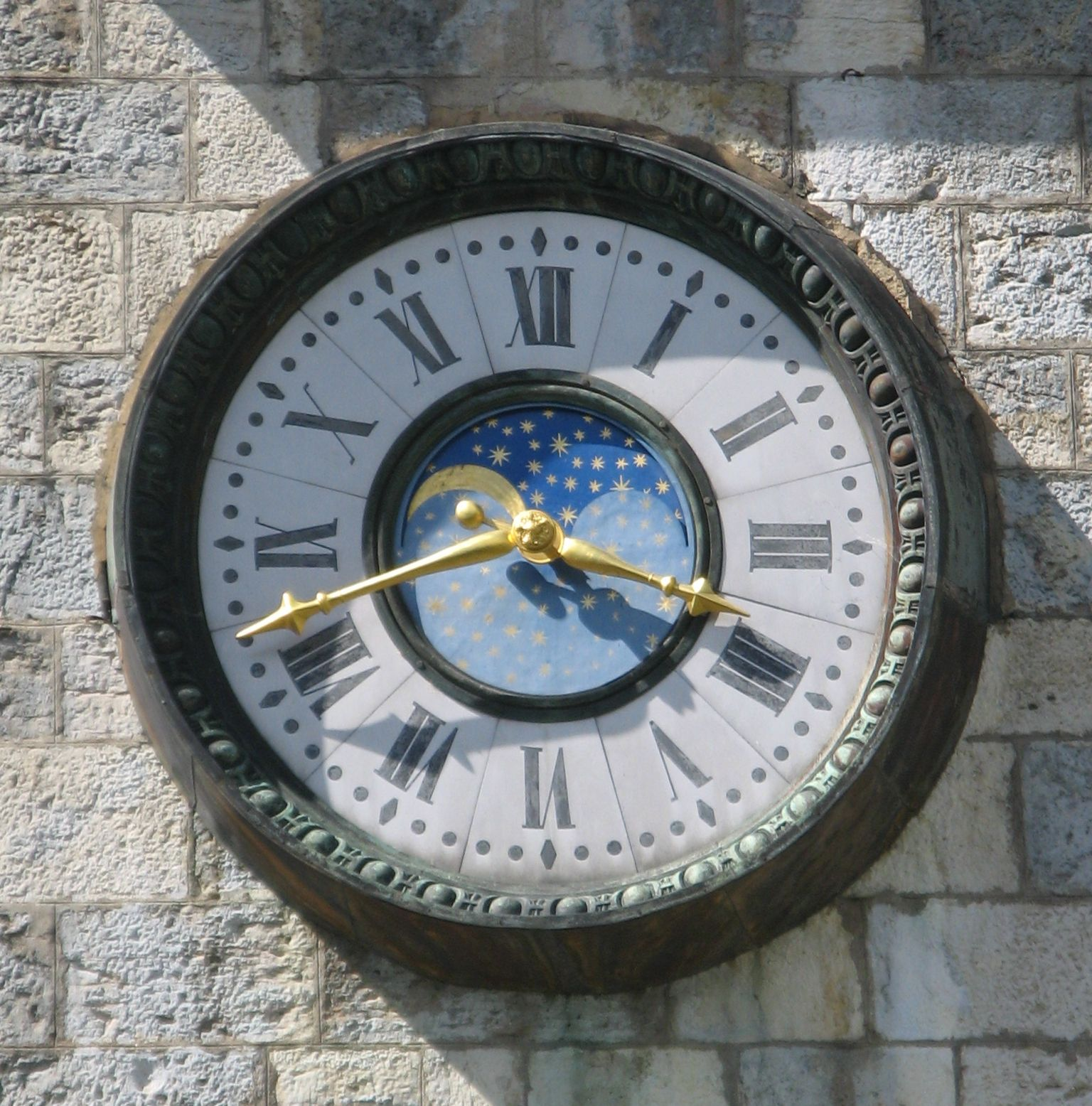
Südseite
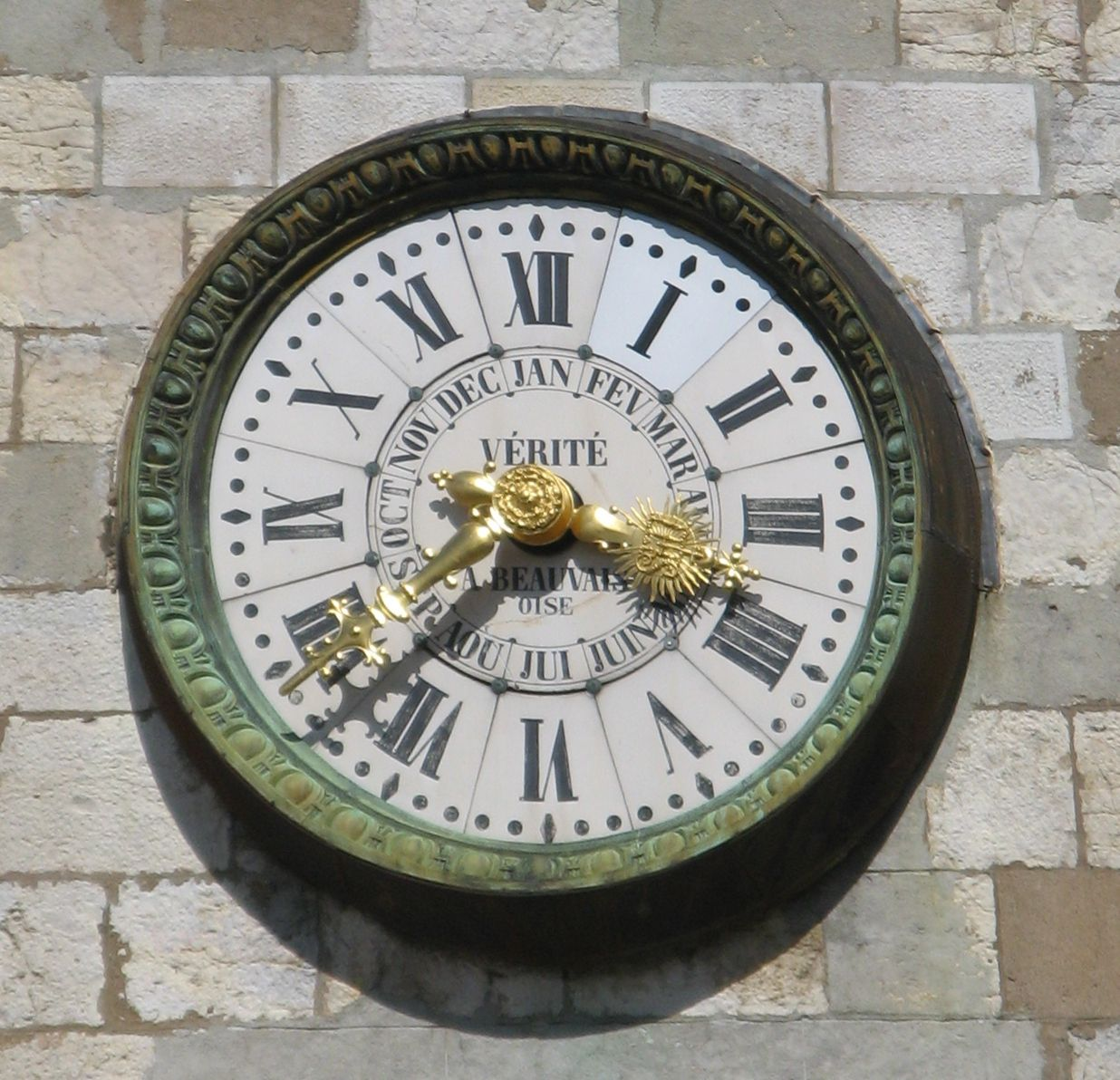
Westseite

## Besichtigung
Die Besançoner Uhr kann täglich außer montags besichtigt werden. Dabei kann das eindrucksvolle Uhrwerk mit dem Figurenspiel, Apostellauf, Auferstehung Christi etc. in voller Funktion aus der Nähe betrachtet werden.
Die Uhr steht wegen technischer Probleme zur Zeit still und soll in den nächsten Jahren restauriert werden (Stand 2023).